# Yanglin (sockenhuvudort i Kina, Heilongjiang Sheng, lat 46,08, long 127,13)
Yanglin (kinesiska: 杨林, 杨林乡) är en sockenhuvudort i Kina. Den ligger i provinsen Heilongjiang, i den nordöstra delen av landet, omkring 53 kilometer nordost om provinshuvudstaden Harbin. Antalet invånare är 27 799. Befolkningen består av 13 583 kvinnor och 14 216 män. Barn under 15 år utgör 13,0 %, vuxna 15-64 år 79 %, och äldre över 65 år 6,0 %.
Runt Yanglin är det ganska tätbefolkat, med 144 invånare per kvadratkilometer. Närmaste större samhälle är Tangfang, 19,5 km söder om Yanglin. Trakten runt Yanglin består till största delen av jordbruksmark.
Genomsnittlig årsnederbörd är 854 millimeter. Den regnigaste månaden är juli, med i genomsnitt 192 mm nederbörd, och den torraste är januari, med 8 mm nederbörd.